# Analytical Chemistry
Analytical Chemistry (abrégé en Anal. Chem.) est une revue scientifique à comité de lecture qui publie des travaux scientifiques originaux dans le domaine de la chimie analytique. Elle inclut également des travaux significatifs dans les domaines de l'électrochimie, la spectrométrie de masse, les microsystèmes d'analyse, l'analyse chimique environnementale, les procédés de séparation et la spectroscopie. Publiée par l'American Chemical Society, elle porte le nom d'Industrial & Engineering Chemistry Analytical Edition jusqu'en 1946.

## Évaluation et classement
D'après l'Institute for Scientific Information (ISI), Analytical Chemistry est en 2004 la revue la plus citée dans le domaine de la chimie analytique, avec un total de 59 525 citations ; elle est également première en termes de facteur d'impact (5.450 en 2004) parmi les revues ayant publié au moins 100 articles en 2004. Le facteur d'impact atteint 5,636 en 2014.
Cette revue publie également une partie spéciale au format magazine composée de reportages et d'articles d'actualité. Ces pages, auparavant appelées A-pages (pages A), en raison de leur numérotation particulière, sont intégrées à la numérotation principale du journal à partir de 2006.